# Montjoie Saint Denis!

Gran stemma del Regno di Francia con gonfalone biforcuto, padiglione e il grido d'arme.

Montjoie Saint Denis! (pronuncia francese mɔ̃tʒwa sɛ̃ dəni) era il grido d'arme e motto del Regno di Francia, sia prima della rivoluzione francese che durante la Restaurazione borbonica. Si dice che faccia riferimento al leggendario stendardo di Carlo Magno, l'Oriflamme, che era anche noto come "Montjoie". Esso era conservato nell'Abbazia di Saint Denis, sebbene esistano spiegazioni alternative. Il grido di battaglia fu utilizzato per la prima volta durante il regno del XII secolo di Luigi VI di Francia, il primo portatore reale dell'Oriflamme.

## Teorie etimologiche
Mentre "Saint Denis" si riferisce senza dubbio all'antico Dionigi di Parigi, l'etimologia del termine "Montjoie" è nel complesso incerta. È attestato per la prima volta nella Canzone di Rolando (XII secolo). L'Enciclopedia cattolica britannica ha suggerito che abbia avuto origine da un termine per contrassegnare pietre o cairn eretti ai lati della strada - in latino tardo noto come mons Jovis - che dal 1200 circa in francese appare come monjoie. Sempre secondo l'Enciclopedia, i cairn erano usati dai guerrieri come luoghi di ritrovo e il termine è stato applicato all'Oriflamme per analogia che era un luogo in cui i guerrieri si riunivano per combattere.
Esistono altre teorie etimologiche che non collegano il termine montjoie alla spiegazione tradizionale dell'Orifiamma. Henri Diament credeva che fosse un riferimento al martirio di San Dionigi di Parigi, che sosteneva fosse associato a un Mons Jovis o Mons Gaudii (traducibile come "montagna della gioia"). Tuttavia questa connessione non è spiegata, poiché il nome del luogo del martirio di San Dionigi, Montmartre, derivava da Mons Martis piuttosto che da Mons Jovis. Un collegamento con Montmartre è ribadito da G. Bugler, che credeva che la "joie" derivasse da un affine di "Gau", o regione, presumibilmente traducendo la frase come "il luogo della collina di San Dionigi". Laura Hibbard Loomis credeva che la frase avesse avuto origine da "meum gaudium" (la mia gioia). Questa etimologia latina alternativa è data da Gerhard Rohlfs, che la collegò a "Mons Gaudii", un nome dato dai pellegrini medievali a un punto in cui si poteva avere il primo scorcio della loro destinazione.

### Esplicative
1. ↑  Noto anche in varianti minori come Montjoye-Saint-Denis, e in francese spesso scritto enfatizzando la sua esclamazione come Montjoie! Saint Denis!

### Riferimenti
1. 1 2  (FR) Éditions Larousse, Définitions : montjoie - Dictionnaire de français Larousse, su www.larousse.fr. URL consultato il 22 marzo 2025.
2. 1 2   CATHOLIC ENCYCLOPEDIA: Oriflamme, su www.newadvent.org. URL consultato il 22 marzo 2025.
3. ↑  (EN) Joseph J. Duggan, A Guide to Studies on the Chanson de Roland, DS Brewer, 1976,  p. 53, ISBN 978-0-7293-0017-9. URL consultato il 22 marzo 2025.